# Artabotrys atractocarpus
Artabotrys atractocarpus este o specie de plante angiosperme din genul Artabotrys, familia Annonaceae, descrisă de Ian Mark Turner. Conform Catalogue of Life specia Artabotrys atractocarpus nu are subspecii cunoscute.